# 宋昌
宋 昌（そう しょう、生没年不詳）は、前漢の人。漢の文帝の側近。祖父は項羽に殺害された宋義。

## 略歴
高祖劉邦に家吏として従い、都尉となって滎陽に従軍し、食邑を得た。代王の中尉となり、代王劉恒（文帝）に仕えた。
高后8年（紀元前180年）、丞相陳平、太尉周勃らが呂氏を打倒し、彼らは劉恒を皇帝に擁立しようとした（呂氏の乱）。大臣たちが代王を迎えに行かせると、代では郎中令張武ら臣下が疑い、病気と称して長安に行かずに事態を見守るべきだと説いた。それに対し宋昌は代王に疑わずに行くことを勧めた。代王は決められずにいたが、占いをしたところ「天子になる」という結果を得た。そこで代王は外戚の薄昭を長安に遣わして周勃に面会させた。薄昭は「疑ってはいけません」と報告したので、そこで代王は宋昌に「お前の言うとおりだった」と言い、宋昌を同じ馬車に乗せ、張武ら6人を同行させて長安に行った。
しかし長安にすぐには入らず、宋昌を先に行かせたところ、丞相以下皆で出迎えていたので、代王も長安へ入った。太尉周勃が代王に「人払いしてお話したいことがあります」と言うと、宋昌は「話す事がおおやけのことならば、おおやけに言えばよい。私的な事ならば、王者に私的な事など存在しない」と言った。代王は天子の璽を献上され、皇帝に即位した。
即位した代王（文帝）は未央宮に入ると夜間に宋昌を衛将軍に任命して南北軍を掌握させた。
文帝前元年（紀元前179年）、文帝は即位する際の功績を理由に宋昌を列侯（壮武侯）に封じた。
景帝中4年（紀元前146年）、罪があって爵位を奪われ、関内侯に降格された。